# フッ化スズ(IV)
フッ化スズ(IV)（フッかスズ(IV)、英: Tin(IV) fluoride）はスズのフッ化物で、化学式SnF4で表される無機化合物である。常温では白色の固体で、700℃以上で昇華する。スズとフッ素ガスを反応させることにより得られる。
{\displaystyle {\ce {Sn\ + 2F2 -> SnF4}}}
しかし、この方法では表面に不動態のフッ化物層が形成されるため、塩化スズ(IV)とフッ化水素から合成する方法も採られる。

{\displaystyle {\ce {SnCl4\ + 4HF -> SnF4\ + 4HCl}}}
フッ化カリウムなどのアルカリ金属のフッ化物と合わさると、K2SnF6のような八面体の化合物を形成する。
ルイス酸を加えると、L2.SnF4とL.SnF4（L=ルイス酸）が生じる。

## 構造
他の4価のハロゲン化スズである塩化スズ(IV), 臭化スズ(IV), ヨウ化スズ(IV)と異なり、八面体の四隅を共有する平面構造をとる。
他の4価のハロゲン化スズの融点（塩化スズ(IV) −33.3℃、臭化スズ(IV) 31℃、ヨウ化スズ(IV) 144℃）より高い約700℃で昇華するフッ化スズ(IV)の構造は、スズより軽い第14族元素の4フッ化物である四フッ化炭素・四フッ化ケイ素・四フッ化ゲルマニウムと対比することができる。いずれも固体状態で分子性結晶を形成する。